# 昭武九姓

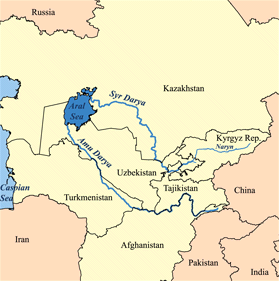
アラル海とアム川（下）、シル川（上）

昭武九姓（しょうぶきゅうせい、拼音：Zhāowŭjiŭxìng）とは、中国の南北朝時代から隋・唐時代にかけて、中央アジアのソグディアナ地方に存在していた9つのオアシス都市国家。9つの国王がいずれも昭武を国姓としたことから昭武九姓と呼ばれる。また、その国民の多くがソグド人（胡人）であるため、九姓胡とも呼ばれる。

## 九姓
“九姓”とは『新唐書』列傳第一百四十六下（西域伝下）の記載に基づくもので、康国、安国、曹国、石国、米国、何国、火尋国、戊地国、史国の9国である。その比定地はそれぞれサマルカンド、ブハラ、カブーダン、タシュケント、マーイムルグ、クシャーニヤ、不明、不明、キシュとされている
。
また、『新唐書』以前の『北史』と『隋書』では、康国、安国、鏺汗国、米国、史国、何国、烏那遏国、穆国、漕国の9国が昭武氏を国姓としており、『新唐書』とは異なる。ここでは石国の国姓が昭武氏ではなく石氏で、曹国も王が不在で代わりに康国王子が治めていたので、該当しない。

## 歴史
彼らの祖先は月氏で、元々は祁連山昭武城（現在の中国甘粛省張掖市臨沢県板橋鎮）に住んでいた。
紀元前2世紀に匈奴に駆逐された月氏は、いったん塞族を駆逐してイシク湖周辺に拠ったが、まもなく烏孫に追い出されてソグディアナに移った。康国をはじめ、小さな国々に分かれたが、その王はいずれも故地を忘れないよう「昭武」の姓を名乗った。昭武九国は南北朝時代の頃に嚈噠（エフタル）の支配下となり、隋の頃には西突厥に属した。唐代には唐に属し、永徽年間（650年 - 655年）に康居都督府が設けられ、安西都護の管轄下となった。
昭武九姓の人民（ソグド人）は商売に長け、早くから中国と交易を行っており、唐代に最盛期を迎えた。中でも康国と石国が盛んであった。
現在、西安と洛陽では曹，石，米，何，康，安の姓が記された墓誌が出土しており、軍務などで唐との関係が深かったことを物語っている。唐で反乱を起こしたことで有名な安禄山は康国人の子孫であり、安禄山に与した史思明は史国の出身、唐の名将哥舒翰は突厥人の父と昭武九姓人の母との子だという。
その後も昭武九姓は東西商業交流で重要な役割を果たした。石国，康国の演芸である胡騰舞，胡旋舞，柘枝舞は長安で人気を博した。また、獅子，パグ，汗血馬などの動物も昭武九姓からもたらされたという。

## ソグド姓
昭武九姓の国々に居住する国民のほとんどがソグド人である。中国に来住したソグド人は、漢文書による行政上の必要から漢字名を持たされたらしく、その際には出身都市名を示す漢語が姓として採用された。
- サマルカンド→康
- ブハラ→安（安禄山など）
- マーイムルグ→米
- キッシュ→史（史思明など）
- クシャーニヤ→何
- カブーダン→曹
- タシュケント→石
- パイカンド→畢

これらを一括してソグド姓と呼ぶ。また、都市名を特定できないが、羅，穆，翟もソグド姓に含まれる。